# 鸳鸯劫
《鸳鸯劫》，又名《在一起的21天》（21 Days Together）、《第一个和最后一个》（The First and the Last）和《在一起的三星期》（Three Weeks Together），1940年英国剧情片，基于约翰·高尔斯华绥的短剧《第一个和最后一个》改编而来，由巴兹尔·迪恩执导，费雯·丽、劳伦斯·奥利维尔和莱斯利·班克斯主演。这部电影在美国更名为《在一起的21天》。

## 情节
拉里·达兰特（劳伦斯·奥利维尔饰）让他的家人有点儿失望，当他杀死他的情人万达（费雯·丽饰）的声名狼藉的外国丈夫亨利·瓦伦（埃斯梅·珀西饰）时更是如此。长期失踪的亨利出现在万达的家门口，并威胁要杀死她。拉里随后和他打了起来，意外地杀死了他。
拉里将亨利的尸体放在手套巷的一个废弃的拱门里。之后他去找他的好兄弟基思（莱斯利·班克斯饰）寻求一些建议。基思是一位成功的律师，拥有出色的头脑，马上要成为一名法官了。拉里把自己的所作所为和盘托出。基思希望他离开这个国家一段时间，并且主动分担了一些麻烦。基思不想因为有一个杀人犯兄弟而使职业生涯受到不良影响，于是选择了帮他免除牢狱之灾。
然而，拉里拒绝离开，并返回他放尸体的小巷。在那里，他遇到了约翰·埃文（海·皮特里饰），他之前是一位部长，现在成了流浪汉。但偏偏埃文捡起了拉里掉在街上的手套，导致埃文后来因为被指控谋杀瓦伦而被捕。警察声称他戴的这双血手套就是有力的间接证据。
当拉里得知埃文被捕时，他认为自己是一个自由人了，并决定娶万达。他们想在埃文接受审判之前的三个星期，过完30年的田园生活，彼时拉里将主动自首承认谋杀行为。在埃文被判处绞刑的那一天，基思恳求他的兄弟保持沉默，让被判死刑的人代他去死。拉里决定做他一生中第一件正确的事，拒绝了基思，前往警察局，但在警局门口的台阶上被万达拦下。原来报纸上刊载了埃文在去监狱途中因心脏病发作而死亡的消息。

## 演员
- 费雯·丽 饰 万达·瓦伦
- 劳伦斯·奥利维尔 饰 拉里·达兰特
- 莱斯利·班克斯 饰 基思·达兰特
- 弗朗西斯·L·沙利文 饰 曼德
- 戴维·霍恩 饰 比维斯
- 海·皮特里 饰 约翰·阿洛伊修斯·埃文
- 威廉·迪尤赫斯特 饰 首席大法官
- 埃斯梅·珀西 饰 亨利·瓦伦
- 弗雷德里克·劳埃德 饰 斯温顿
- 罗伯特·牛顿 饰 托利
- 维克托·列蒂 饰 安东尼奥
- 莫里斯·哈维 饰 亚历山大·麦克弗森
- 埃利奥特·梅森 饰 格鲁利奇太太
- 阿瑟·扬 饰 阿谢尔
- 迈因哈特·毛尔 饰 卡尔·格伦利希

## 制作
制片人亚历山大·科达将《鸳鸯劫》作为费雯·丽的明星工具，但他不断干扰，致使片场出现巨大问题。他重新安排了拍摄日程，甚至还标了序号；导演巴兹尔·迪恩据说从未见过影片的粗品或成品。将片名更改为《鸳鸯劫》（21 Days）要算柯达的功劳。拍摄主体部分于1937年在德纳姆电影工作室完成，使用的是黑白胶片。亚历山大的弟弟文森特·科达是《鸳鸯劫》的艺术总监，负责布景。

## 反响
鉴于费雯·丽因为《乱世佳人》（1939年）中扮演的郝思嘉的出色表演而成为了明星，柯达将《鸳鸯劫》搁置了两年，才将其发给哥倫比亞影業。柏斯利‧克勞瑟在《纽约时报》的评论中说：“诚然，这并不是一部不朽的电影——实际上只不过是一部普通的惊悚片——而在影片的第二部分中，费雯丽小姐需要把自己的魅力和才能投入到中的一件难事，就是努力让她与穷人奥利维尔先生的不可避免的分离看上去非常痛苦。但是，它更是一部充满激情的‘情节剧电影’，整个过程充满悬念，充满柔情。”